# Gouy-Servins
Gouy-Servins é uma comuna francesa na região administrativa de Altos da França, no departamento de Pas-de-Calais. Estende-se por uma área de 3,32 km². Em 2010 a comuna tinha 345 habitantes (densidade: 103,9 hab./km²).